# Линденфельс
Ли́нденфельс (нем. Lindenfels) — город в Германии, в земле Гессен. Подчинён административному округу Дармштадт. Входит в состав района Бергштрассе. Население составляет 5086 человек (на 31 декабря 2015 года). Занимает площадь 21,09 км². Официальный код — 06 4 31 015.
Город подразделяется на 7 городских районов. 

## Известные уроженцы
- Глок, Тимо (род. 1982) — немецкий автогонщик, пилот Формулы-1.